# Amtsgericht Seidenberg
Das Amtsgericht Seidenberg war ein Gericht der ordentlichen Gerichtsbarkeit und ein Amtsgericht in Preußen mit Sitz in Seidenberg.

## Geschichte
Das königlich preußische Amtsgericht Seidenberg wurde 1877 im Rahmen der Reichsjustizgesetze gebildet. Der Amtsgerichtsbezirk umfasste die Stadtbezirke Schönberg und Seidenberg und die Amtsbezirke Bellmannsdorf, Nieder-Halbendorf, Küpper und Wilka. Das Amtsgericht Seidenberg war eines von zehn Amtsgerichten im Bezirk des Landgerichtes Görlitz im Gebiet des Oberlandesgerichtes Breslau. Das Gericht hatte damals eine Richterstelle und war ein kleines Amtsgericht im Landgerichtsbezirk.
Im Jahre 1944 wurde das Amtsgericht zum Zweiggericht herabgestuft. Im Jahre 1945 wurden der Amtsgerichtsbezirk unter polnische Verwaltung gestellt und die deutsche Bevölkerung vertrieben. Damit endete die Geschichte des Amtsgerichtes Seidenberg.

## Gerichtsgebäude
Als Gerichtsgebäude wurde seit der Jahrhundertwende das Haus Görlitzer Straße 16 (heute Zgorzelecka 34) genutzt.